# Universität Kōchi

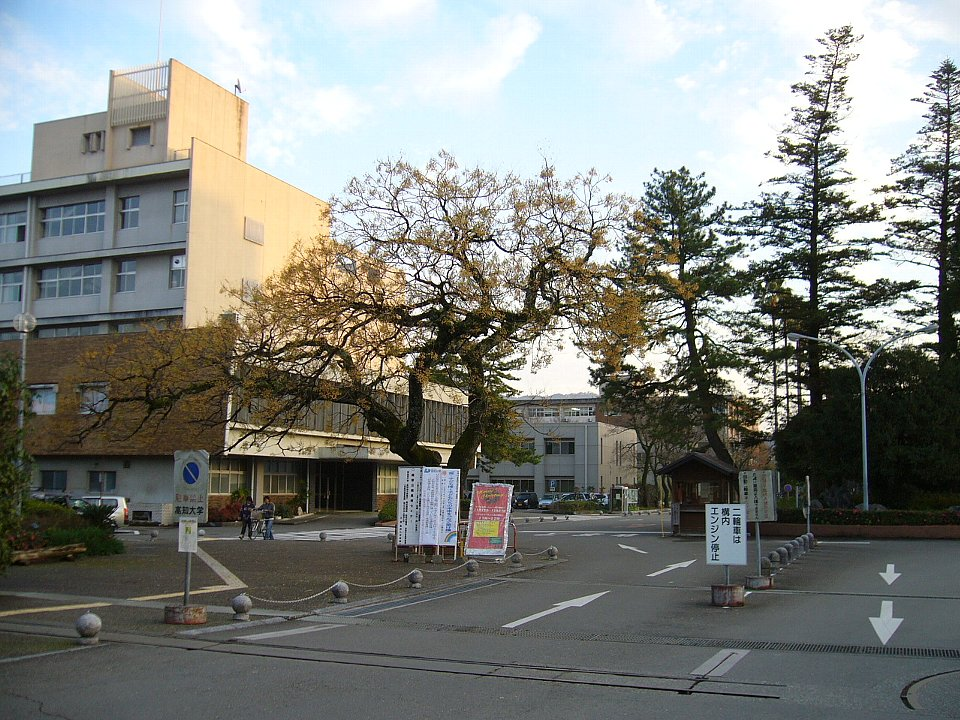
Asakura-Campus

Die Universität Kōchi (jap. 高知大学, Kōchi daigaku) ist eine staatliche Universität in Japan. Der Hauptcampus liegt in Kōchi in der Präfektur Kōchi.

## Geschichte
Die (ältere) Universität Kōchi wurde 1949 durch den Zusammenschluss der drei staatlichen Schulen gegründet. Die drei waren:
- die Oberschule Kōchi (高知高等学校, Kōchi kōtō gakkō, gegründet 1922),
- die Normalschule Kōchi (高知師範学校, Kōchi shihan gakkō, gegründet 1874), und
- die Jugend-Normalschule Kōchi (高知青年師範学校, Kōchi seinen shihan gakkō, gegründet 1923).

Die Oberschule Kōchi, der Vorgänger der Geistes- und Naturwissenschaftlichen Fakultät, befand sich im Ozu-Campus in der Stadt Kōchi (heute der Sitz der angegliederten Grund- und Mittelschulen von der Pädagogischen Fakultät. 33° 33′ 55,7″ N, 133° 31′ 44,9″ O). Ihr Motto war das Wort des ersten Rektors (1923), etwa: „Jugend, seid begeistert! Ein Leben ohne Begeisterung ist leer und hohl!“ (jap. 感激あれ若人よ、感激なき人生は空虚なり). Die Oberschule diente als Vorbereitungskurs für die Kaiserlichen Universitäten. Ihr Campus wurde bis 1960 von der Geistes- und Naturwissenschaftlichen Fakultät benutzt.
Die Normalschule Kōchi, der Vorgänger der Pädagogischen Fakultät, befand sich seit 1947 im heutigen Asakura-Campus, in einer ehemaligen Militärbasis der Kaiserlich Japanischen Armee, denn sie verlor die Schulgebäude im Pazifikkrieg. Seit 1964 liegt die Universitätsverwaltung im Asakura-Campus.
2003 wurden die (ältere) Universität Kōchi und die Medizinische Universität Kōchi (高知医科大学, Kōchi ika daigaku, gegründet 1976) zur neueren Universität Kōchi zusammengelegt.

## Fakultäten

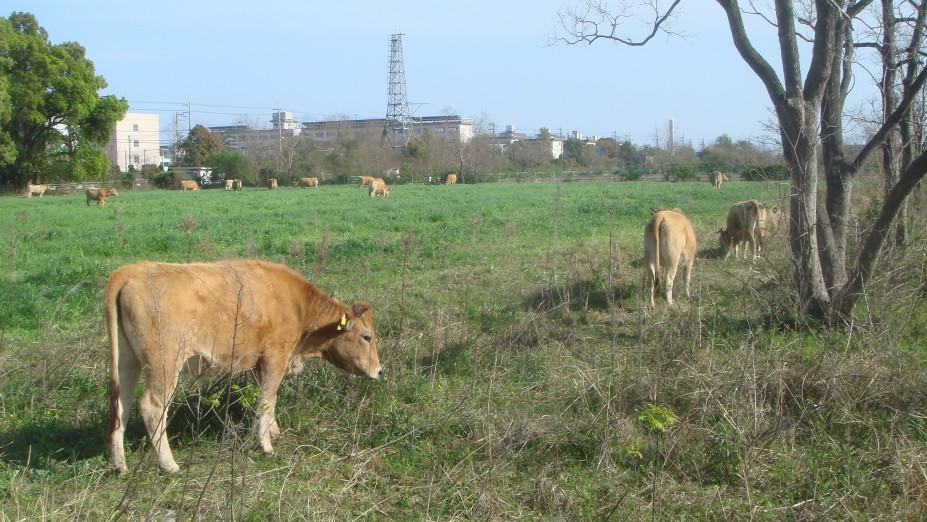
Monobe-Campus

- Asakura-Campus (in Kōchi, Präfektur Kōchi, 33° 32′ 57,3″ N, 133° 29′ 10,7″ OKoordinaten: 33° 32′ 57,3″ N, 133° 29′ 10,7″ O):
  - Fakultät für Geisteswissenschaften
  - Fakultät für Pädagogik
  - Fakultät für Naturwissenschaften
- Okō-Campus (in Nankoku, Präfektur Kōchi, 33° 35′ 40,8″ N, 133° 36′ 46,6″ O):
  - Fakultät für Medizin
- Monobe-Campus (in Nankoku, Präfektur Kōchi, 33° 33′ 8,7″ N, 133° 40′ 40,2″ O):
  - Fakultät für Agrarwissenschaften